# 小行星4874
小行星4874（4874 Burke）是一颗绕太阳运转的小行星，为主小行星带小行星。该小行星于1991年1月12日发现。

## 轨道参数
小行星4874的轨道半长轴为2.6016757 UA，离心率为0.125。